# 키 (도구)

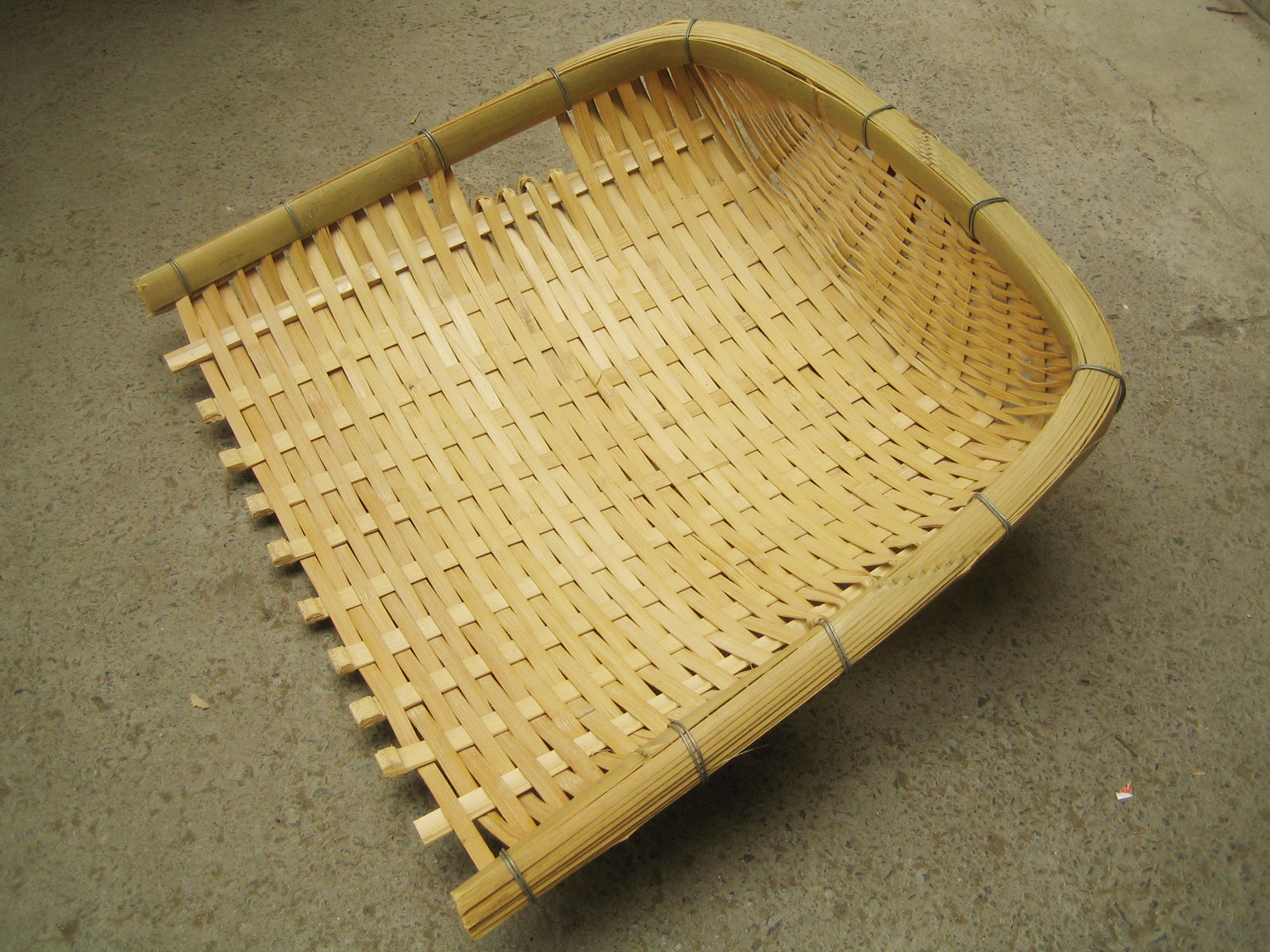
일본에서 사용하는 키

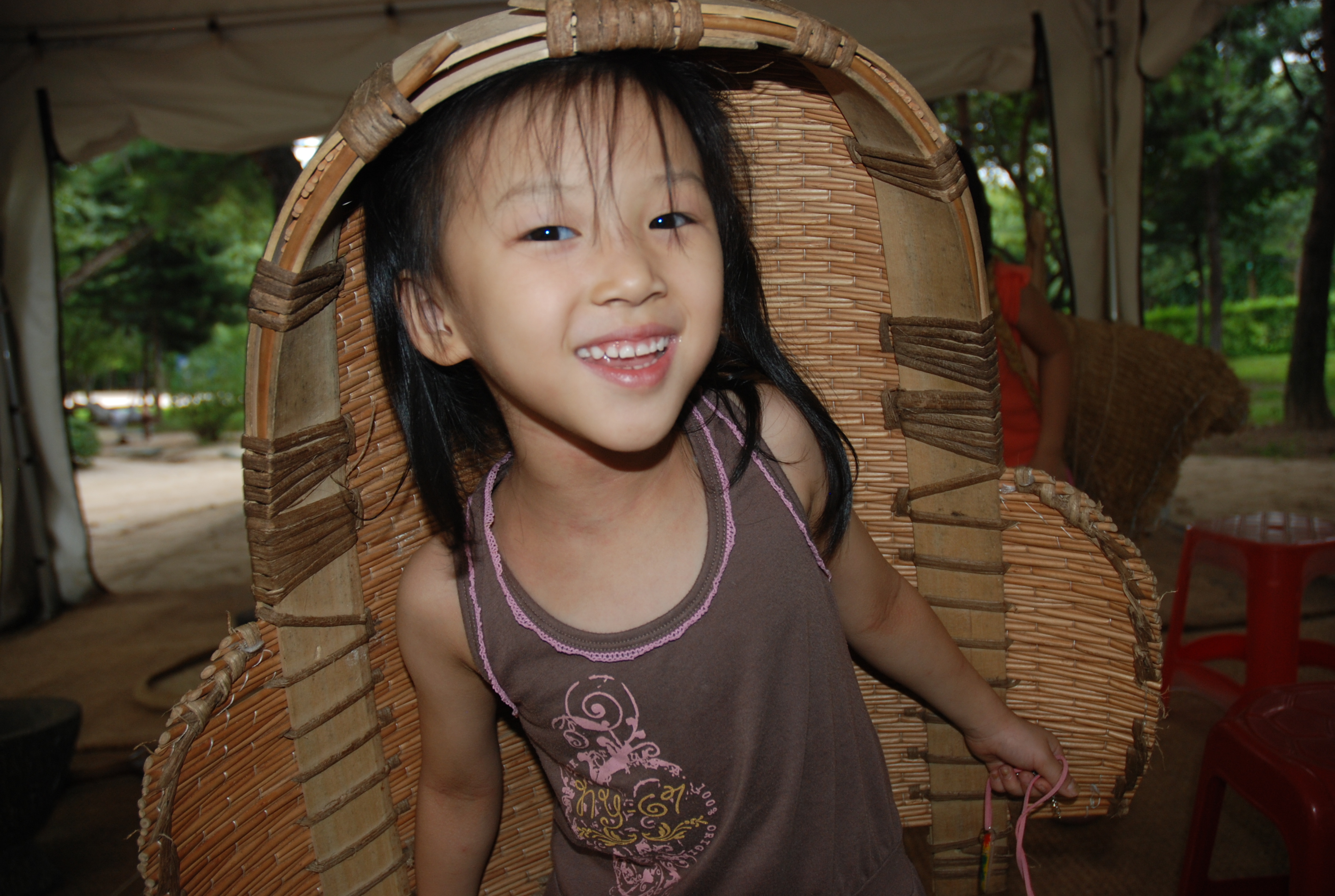
대한민국의 전통도구, 키

키는 곡식 등을 까불러 쭉정이, 티끌을 골라내는 그릇으로, 주로 대나무나 고리버들로 만들었다. 고리버들이나 대를 납작하게 쪼개어 앞은 넓고 평평하게, 뒤는 좁고 우굿하게 만들었다.

## 한국 풍습 속의 키
과거에 한국에서는 아이가 밤새 오줌을 싸면 키를 덮어씌우고 옆집에 가서 소금을 얻어오라고 보내는 풍습이 있었다. 여기에는 '속음'을 발음하면 '소금'이 되거나, 소금을 많이 먹으면 물을 많이 마시게 되어 오줌을 싼다는 등 여러 가지 설이 있다. 현대에는 이러한 풍습을 아동 학대를 조장하는 인습으로 여겨 이러한 풍습이 사라졌다. 여기에는 급속한 도시화 현상도 역할을 한몫 담당하였다.